# Scoble-Gletscher
Der Scoble-Gletscher ist ein 9 km langer Gletscher an der Mawson-Küste des ostantarktischen Mac-Robertson-Lands. Er mündet 6 km westlich des Campbell Head in die Kooperationssee.
Norwegische Kartographen kartierten ihn anhand von Luftaufnahmen der Lars-Christensen-Expedition 1936/37 und benannten ihn als Breoddane (norwegisch für Gletscherspitzen). Das Antarctic Names Committee of Australia benannte ihn 1955 dagegen nach dem Dieselaggregatmechaniker Charles H. Scoble (1914–1948), der am 4. Juli 1948 in einem See auf der Macquarieinsel ertrunken war.